# Agnieszka Bezrączko
Agnieszka Bezrączko (ur. 4 września 1989) – polska judoczka.
Zawodniczka klubów: GKS Czarni Bytom (2003–2012), KS AZS AWF Katowice (od 2013). Dwukrotna brązowa medalistka mistrzostw Polski seniorek (2009 – kat. do 70 kg, 2014 – kat. do 63 kg). Młodzieżowa mistrzyni Polski 2011.